# BeautifulPeople.com
BeautifulPeople.com是一个在線約會網站，新用戶如果想在該網站註冊，必須在48小时内由網站的异性老用戶投票是否接納該新用戶。 

## 歷史
BeautifulPeople.com于2002年在丹麦推出。该网站于2005年在美国和英国推出，并于2009年將業務範圍擴大至全球。 